# 愛立信號驅逐艦 (DD-56)
愛立信號驅逐艦（舷號DD-56）是一艘隸屬於美國海軍的驅逐艦，為奧拜恩級驅逐艦的六號艦。她是美軍第二艘以愛立信為名的軍艦，以紀念美國內戰時期為海軍設計鐵甲艦的瑞典裔工程師約翰·愛立信（John Ericsson）。
愛立信號在1913年於紐約造船廠開始建造，在1914年下水，於1915年服役，其時第一次世界大戰已經爆發。接著愛立信號主要留在大西洋訓練及作中立巡航。美國參戰後，愛立信號被派往法國及愛爾蘭海域，掩護協約國船隻。期間愛立信號曾與德國潛艇交戰。戰後愛立信號留在加勒比海巡航，在1922年退役。1924年愛立信號轉交美國海岸防衛隊，負責截查酒精走私。1932年愛立信號重返海軍，在1934年除籍，按倫敦海軍條約出售拆解。